# موديبو مايغا
موديبو مايغا (بالفرنسية: Modibo Maïga)‏ (مواليد 3 سبتمبر 1986 في باماكو - مالي) لاعب كرة قدم مالي.
لعب سابقاً في أندية فرنسية و نادي ويست هام الانجليزي و النصر السعودي واتحاد كلباء الإماراتي وعجمان الإماراتي و نادي هجر السعودي و نادي الجيل السعودي.

## روابط خارجية
- موديبو مايغا على موقع الاتحاد الدولي (مؤرشف)  (الإنجليزية)
- موديبو مايغا على موقع الاتحاد الأوربي (الإنجليزية)
- موديبو مايغا على موقع رابطة كرة القدم الفرنسية للمحترفين (الإنجليزية)
- موديبو مايغا على موقع قاعدة بيانات كرة القدم.إي يو (الإنجليزية)
- موديبو مايغا على موقع ليكيب (الفرنسية)
- موديبو مايغا على موقع ناشيونال فوتبول تيمز (الإنجليزية)
- موديبو مايغا على موقع Soccerbase.com (لاعب) (الإنجليزية)
- موديبو مايغا على موقع Soccerway.com (الإنجليزية)
- موديبو مايغا على موقع عالم كرة القدم.نت (الإنجليزية)
- موديبو مايغا على موقع AS.com (الإسبانية)